# Марко Краљевић и вила
Песма Марко Краљевић и вила је народна епска песма која припада циклусу песама о Марку Краљевићу, настала је у времену када је српском народу био потребан јунак, који би се издвајао по снази, памети и јунаштву, као такав уливао је наду српском народу, за време турске власти. У песми је опеван сукоб Марка Краљевића и виле.

## Анализа
Књижевна врста:

- Епска песма из циклуса песама о Марку Краљевићу

Књижевни род:
- Епика

Тема:
Борба између Марка Краљевића и виле надахнута његовом љубављу
према побратиму војводи Милошу
Главни ликови:
- Марко Краљевић
- Милош
- вила Равиојла

Место радње: Мироч планина

## Композиција

### Увод
Сукоб Марка Краљевића и виле је оно на чему се темељи целокупна радња песме чији су носиоци храбри српски јунаци Марко Краљевић и Милош Обилић. Реч побратим означава важан однос међу људима. Побратими су један другом по свему равни и једнаки, воле се и узајамно поштују. О емотивној једнакости Марка и Милоша инсистира се већ у почетним стиховима песме:
"...Један другом бело лице љуби

Од милоште до два побратима..."

Иако су побратими и између њих влада равноправност, Марко и Милош у овој песми нису опевани као јунаци исте моћи. Милош је слабији, рањивији и плаши
се казне виле Равиојле, док је Марко онај који зна како се заштитити од виле и онај који преузима улогу заштитника.

### Заплет
Вила је чувар горе планине, чувар границе и господарица оног света, а улаз у тај свет строго је забрањен непосвећенима људима. Чак и када би
им се дозволио улаз, они нису смели ни да говоре ни да се осврћу док бораве у њему. Врста и тежина казне за оног ко се не придржава правила увек је била иста: рањавање или смрт. Виле су кажњавале свако својевољно нарушавање граница њиховог домена и неодговарајуће понашање. Самим Марковим лепим певањем и натпевавањем са вилом прекинута су правила, и Милош је морао бити кажњен.
"...Милош пева, вила му отпева,

Лепше грло у Милоша царско,

Јесте лепше него је у виле.

Расрди се вила Равиојла,

Пак одскочи у Мироч планину,

Запе лука и две беле стреле,

Једна уд’ри у грло Милоша,

Друга уд’ри у срце јуначко..."

### Врхунац
Борба Марка Краљевића са вилом је сукоб сличног са сличним. Снажан јунак мора имати снажног противника, оног који му је раван. Марко је био пун снаге, воље и жеље за победом, али је вила била моћнија. Зато он, свестан своје ограничености у помоћ призива свог верног сапутника, коња Шарца. који је видовит, има моћ да види натприродне појаве и зна како да се креће кроз планину која је простор демона. Тако је, у овој песми, по својим својствима Шарац равноправан вили, и једино заједно, коњ и коњаник имају моћ да надвладају демоне природе. Да би досегао вилу, Шарац мора да се пропне до облака тако што ће скакати три копља у висину и четири унапред.
"...Вила лети по вру планине,

Шарац језди по среди планине,

Ни где виле чути ни видети.

Кад је Шарац сагледао вилу,

По с три копља у висину скаче,

По с четири добре у напредак,

Брзо Шарац достигао вилу..."

### Расплет
У тренутку када је вила сустигнута, она бива сурово кажњена. Марко на њој искаљује сав свој бес и гнев и тера је да оживи Милоша. Искористивши
Маркову љубав према богу и Јовану Крститељу, вила га моли за опроштај, а када јој Марко подари живот одлази у скупљање лековитог биља. Набравши биље по Мирочу, Равиојла исцељује и васкрсава Милоша Облића и чини га бољим него што је био.
"...Лепше грло у Милоша царско,

Јесте лепше него што је било,

А здравије срце у јунаку,

Баш здравије него што је било."

Милош се тако поново рађа у свом новом лику мајстора певача, бољи, лепши и здравији, онакав какав је као идеални јунак и описан у својој друштвеној заједници.